# Jordanoleiopus hautmanni
Jordanoleiopus hautmanni es una especie de escarabajo longicornio del género Jordanoleiopus, tribu Acanthocinini, familia Cerambycidae. Fue descrita científicamente por Breuning en 1956.

## Distribución
Se distribuye por República Democrática del Congo.

## Descripción
La especie mide 6,5 milímetros de longitud. El período de vuelo ocurre en el mes de abril.